# ویکی‌سفر آلمانی
ویکی‌سفر آلمانی نسخهٔ زبان آلمانی وبگاه ویکی‌سفر است؛ که در تاریخ ۱۰ دسامبر ۲۰۰۶ ایجاد گردید.

## تاریخچه
نسخه زبان آلمانی ویکی‌سفر هم‌اکنون، با بیش از ۱۵۴۳۸ راهنمای سفر، در ردهٔ دوم ویکی‌سفرها قرار دارد.